# Thymele

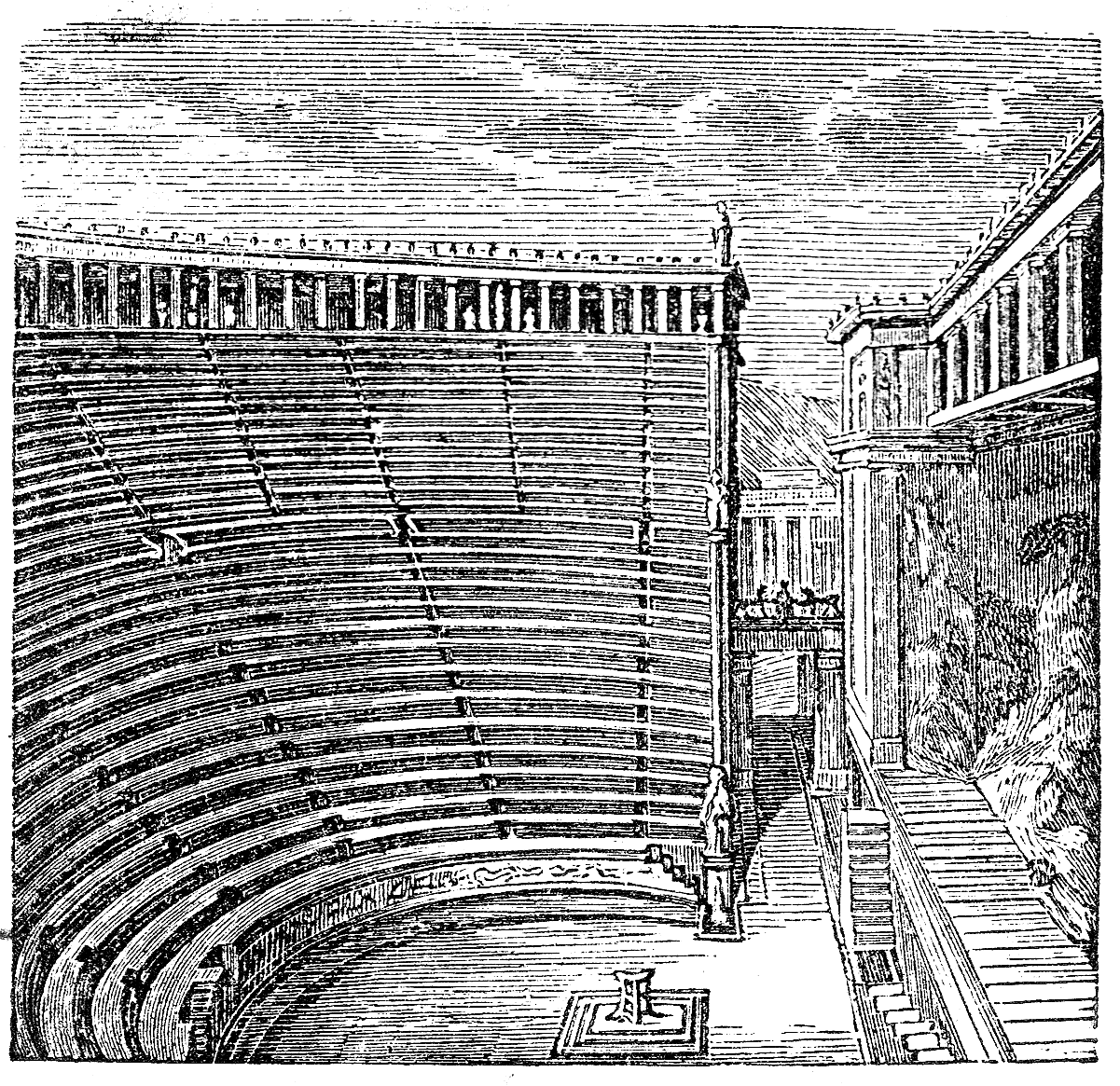
Ilustracja z Illustrerad verldshistoria utgifven E. Wallisa. (tom I): "Teatr grecki" - w dolnej części ilustracji widoczne thymele

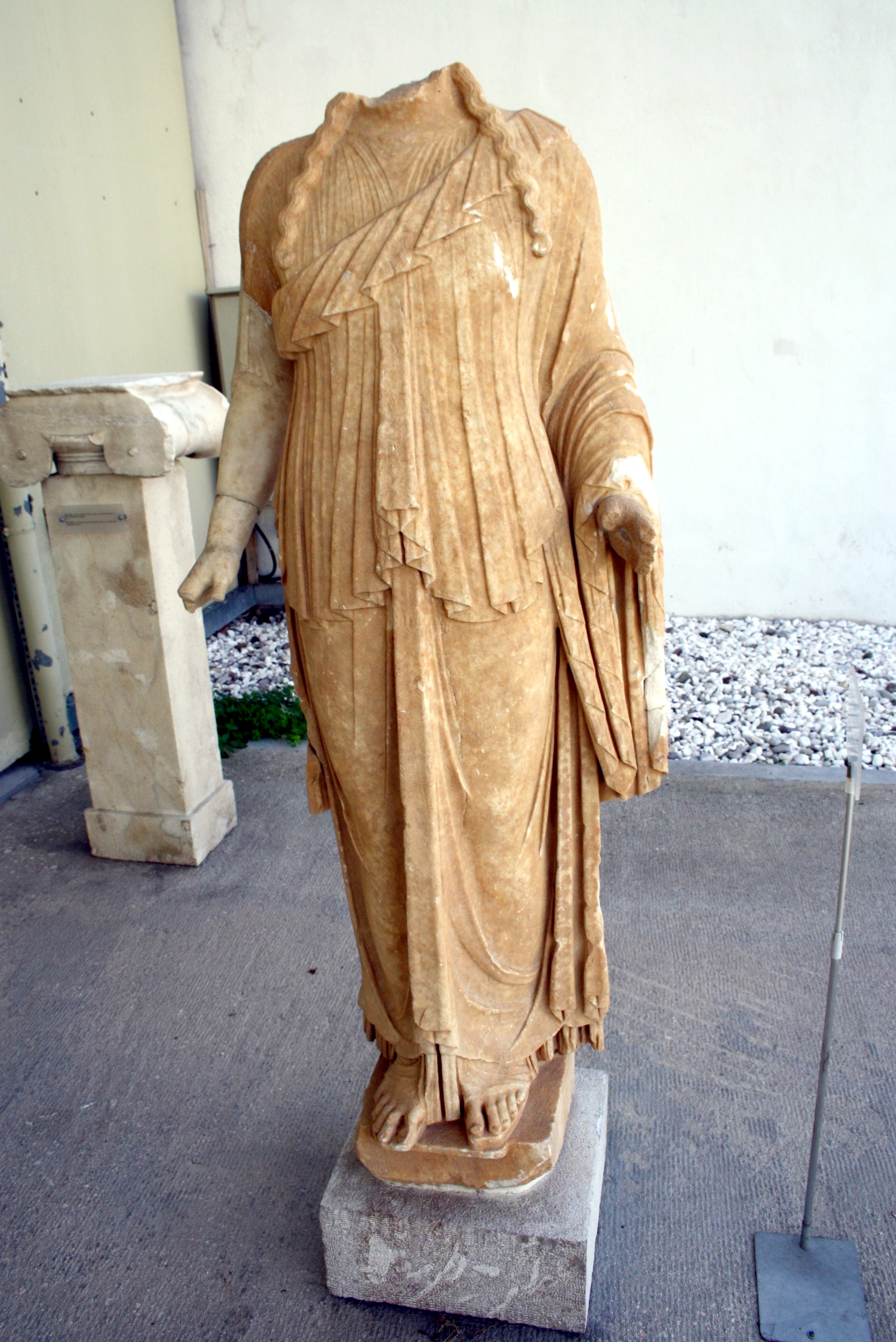
Posąg Dionizosa z teatru w Euonymos

Thymele – ołtarz ofiarny stawiany w pierwszych teatrach greckich pośrodku orchestry z posągiem Dionizosa; stanowił on symboliczne centrum całego teatru i przypominał o jego sakralnym charakterze.
Thymele stawiane było pierwotnie pośrodku placów (okrągłych, prostokątnych), które służyły jako miejsce dla chóru podczas uroczystości ku czci Dionizosa. Place te były zaczątkiem późniejszych teatrów greckich. W najstarszych murowanych teatrach greckich pośrodku orchestry w dalszym ciągu stawiano ołtarze ku czci Dionizosa. Thymele znajdowało się na przykład pośrodku orchestry teatru Dionizosa w Atenach. Podobny ołtarz, o cylindrycznej formie, stał pośrodku orchestry teatru w Epidauros, który wybudował Poliklet Młodszy ok. 350 r. p.n.e. Obydwa te teatry stały się wzorem dla wielu teatrów greckich powstałych w końcu IV w. p.n.e..